# María del Pilar Hurtado
María del Pilar Hurtado Afanador (Bogotá, 7 de noviembre de 1963) es una política, abogada y contadora colombiana. Fue directora del Departamento Administrativo de Seguridad (DAS) desde agosto de 2007 hasta 2008. En 2010 decidió fugarse de la justicia colombiana hacia Panamá, donde permaneció hasta principios de 2015.
Se encuentra privada de la libertad por el escándalo de las chuzadas del DAS durante la presidencia de Álvaro Uribe Vélez. Salió del país por supuestas amenazas. En enero de 2015, Pilar Hurtado decidió entregarse a la justicia colombiana, debido a que era buscada por la Organización Internacional de Policía Criminal (INTERPOL), después que este organismo emitiera una circular roja. Luego fue detenida por policías del CTI.
En 2015, fue condenada a 14 años de prisión, por el delito de concierto para delinquir, peculado por apropiación, violación ilícita de comunicaciones, falsedad de documento público y abuso de autoridad.

## Biografía
María del Pilar Hurtado nació en Bogotá y estudió derecho en la Universidad de los Andes, después ocupó los cargos de secretaria pública del Instituto de Desarrollo Urbano y directora del Instituto Distrital de Recreación y Deporte durante el período del alcalde de Bogotá Enrique Peñalosa. Llegó al gobierno Uribe como asesora del secretario jurídico de la presidencia Alberto Velásquez, gracias a la recomendación del exalcalde Peñalosa y se ganó la confianza de Uribe gracias a la amistad que mantuvo con la secretaria de presidencia, Alicia Arango. Hurtado, fue nombrada como secretaria general del ministerio de defensa siendo el ministro Jorge Alberto Uribe. En 2006 fue nombrada subdirectora del DAS y tras la renuncia de Andrés Peñate, fue nombrada directora de dicha entidad. A partir de allí se iniciaron una serie de irregularidades en su gestión que derivarían en su fuga a Panamá.